# The Sims 4: StrangerVille
The Sims 4: Strangerville je herní rozšíření do hry The Sims 4, které bylo vydáno 26. února 2019.
S balíčkem do hry přibylo stejnojmenné město, v němž se odehrávají záhadné události (Tajemství Strangerville). Pomocí zvolení nové aspirace "Záhada Strangerville" může hráč projít příběhem Tajemství Strangerville a záhadu vyřešit.Příběhová linka je pravděpodobně inspirovaná seriálem od společnosti Netflix Stranger Things.
Herní balíček svojí příběhovou hratelností připomíná The Sims 2 ve verzi pro Sony PSP.

## Svět
Svět Strangerville, který ve stejnojmenném balíčku přibyl, připomíná venkovská pouštní města v jihozápadních Spojených státech. Nový svět je inspirován státem Arizona a Oblastí 51. Strangerville je rozděleno do tři sousedství: Strangervillské náměstí, Stinná pole a Tajná laboratoř (speciální pozemek).

## Příběh - Tajemství Strangerville
Strangerville je pouští městečko, které se na první pohled zdá jako nudné. Prvotní dojem však vyprchá, když hráč narazí na místní obyvatele, jejichž chování se vymyká normálu – zvláštní pohyby a grimasy. Ve skutečnosti se jedná o aktivně posedlé Simíky. Nepřirozený dojem podtrhují prazvláštní fialové rostliny, federální agenti , postávající dodávky na ulicích a nepřirozeně měnící se počasí. Městečko je nakaženo podivnou nákazou. 
Pátrání po příčině nákazy zavede hráče do opuštěné laboratoře, kde odhalí zdroj nákazy – spory, které infikují místní Simíky. K vyšetření záhady Strangerville je třeba nasbírat stopy, získat přístup do laboratoře, vyvinou ochranný oblek a nakonec vytvořit lék na nákazu.

## Hratelnost

### Kariéra: Armáda
Herní balíček přidává do hry kariérní dráhu Armáda. Vojenská kariéra přidává hráči možnost nových interakcí – výzkum historických bitev, odesílání/psaní zpráv a žádost o magnetickou kartu  (pro tajemství Strangerville).

### Aspirace - Záhada Strangerville
Aspirace Záhada Strangerville je zaměřena na provedení hráče příběhovou linkou města. Splněním úkolů aspirace získají hráči informace o neobvyklých událostech města, jejich příčině a způsobu, jak je vyřešit. Simíci, kteří aspiraci splní, získají vlastnost Hrdina Strangerville.

### Vlastnosti
Spolu s balíčkem do hry přibyly 4 nové vlastnosti – paranoidní, infikovaný, sežraný pramatkou a Hrdina StrangerVille.